# Gitte Hænning
Gitte Hænning (døbt Gitte Johansson, født 29. juni 1946 i Aarhus) er en dansk sangerinde. Hun fik sit første hit som otteårig med nummeret Giftes med farmand, hvor hun sang duet med sin far Otto Hænning. Siden kom mange pophits i den lette genre, og Gitte fik en stor og vedvarende karriere i Tyskland, uden at hun glemte sit publikum i Danmark, hvor hun har mange fans.
Gitte Hænning har indspillet plader på dansk, norsk, svensk, finsk, engelsk, tysk og hollandsk.
Senest har hun optrådt over hele Tyskland sammen med den svenske sangerinde Siw Malmkvist og den norske sangerinde Wenche Myhre. De tre har fejret store triumfer på det tyske marked i mange år. I 2006 udkom en 4-dobbelt cd med Gittes tidlige numre fra 1958-1965 på EMI, "Den Store Popbox"; på det tyske marked udsender hun jævnligt en ny plade.
Hun har som sine sangveninder deltaget i Eurovision Song Contest: Myhre deltog i Eurovision Song Contest 1968 for Tyskland, og Malmkvist i Eurovision Song Contest 1969 for Tyskland. Hænning deltog for Tyskland i ESC 1973 med sangen Junger Tag. Hun endte på en ottendeplads.
Har også pga. sit sangtalent medvirket i 5 danske spillefilm (bl.a. Han, hun, Dirch og Dario fra 1962) 5 udenlandske spillefilm og en lang række tv-produktioner i Tyskland.

## Filmografi
| År   | Titel                         | Rolle                       | Noter           |
| ---- | ----------------------------- | --------------------------- | --------------- |
| 1956 | Den kloge mand                | Gitte, en lille pige        | dansk film      |
| 1960 | Popparaden                    |                             | udenlandsk film |
| 1961 | Ullabella                     | titelrollen som Ulla Jensen | dansk film      |
| 1962 | Prinsesse for en dag          | titelrollen som Maj         | dansk film      |
| 1962 | Han, hun, Dirch og Dario      | Dorte, Jennys datter        | dansk film      |
| 1964 | Gitte og Rex                  |                             | udenlandsk film |
| 1965 | Skandale på pigeskolen        |                             | udenlandsk film |
| 1966 | Pfeifen, Betten, Turteltauben |                             | udenlandsk film |
| 1967 | Den røde kappe                | Signe                       | dansk film      |
| 1967 | Skandale i Tyrol              |                             | udenlandsk film |